# This is Gonna Hurt
A This is Gonna Hurt Bonnie Tyler második kislemeze a Rocks and Honey című albumáról. A dal kislemez és digitális formátumban jelent meg 2013. augusztus 18-án. Továbbá ez Bonnie Tyler újabb dala, amely felkerült a brit rádiós játszási listára.

## A dalról
A felvételek 2012 februárjában készültek a Tennessee állambeli Nashville-ben. A dal szerzői Kurt Allison, Kelly Archer és David Fanning, míg a produceri feladatokat David Lyndon Huff végezte. 
A dal, stílusát tekintve egy dinamikus rock dal, erős country-rock hatással. A CD kislemez formátum papírtokban jelent meg két dallal a ZYX Music kiadó gondozásában Európában. Az Egyesült Királyságban viszont csak digitális formátumban jelent meg a Celtic Swan Recordingstól. A brit kiadó július közepén egy promóciós CD-t küldött Nagy-Britannia 12 nagy rádióállomásának. A CD-hez egy A4-es méretű sajtóanyagot is csatoltak.
A kiadvány borítójához a ZYX Music a Believe in Me és a Rocks and Honey lemezek borítójához hasonló, ugyanaz a betűtípus és elrendezés, viszont az énekesnőről színes kép látható, ami 2006-ban készült az énekesnőről, amikor még a francia Stick Music kiadó készített róla promóciós jelleggel. A briteknél kiadott promóciós CD-n szintén ez a kép szerepel, fehér háttérrel.
A dal a brit Airplay lista 103. helyéig jutott, míg Litvániában egy rádiós játszási listán a 35. legnépszerűbb volt.
A single második dala, a What You Need from Me, amelyet Vince Gillel közösen énekel.

## Kritika
A Wiwibloggs értékelése 
Mint ha csak Shania Twain 1998-as egyik B oldalas dalát hallanánk. A This is Gonna Hurt a Believe in Me-vel ellentétben egy igazán erőteljes dal. "Ez fájni fog, ez fájdalmas lesz, ez fájni fog, akár egy csörgőkígyó harapás" énekli Bonnie a refrénben. Joggal gondolnánk, hogy ez egy figyelmeztetés az énekesnőtől a 2014-es Eurovízióra készülő előadók felé. Természetesen semmi esélye nincs, hogy a BBC újra Őt küldje ki. Talán inkább ezt a dalt kellett volna énekelni Svédországban. Bonnie Tyler kemény rockos magabiztossággal, hozzáállással és vokális teljesítményével újra esélyt kap arra, hogy ragyogjon. Fülbemászó dal, jó újrahallgatni, ez egy igazi gyöngyszem. A Believe in Me is szép, de úgy vélem, a BBC inkább a marketing miatt döntött mellette, nem pedig a dalban rejlő lehetőségek miatt. Bonnie akár a TOP15-be is bekerült volna, a 19. hely helyett. A This is Gonna Hurt olyan, akár a friss levegő, felüdülés, ez Bonnie Tyler nagy lépése a 21. században úgy, hogy eközben kellő tisztelettel van a rock műfaj iránt, amit mindvégig képviselt.

## Promóció
A ZYX Music egész Németországra kiterjedő rádiós reklámkampánnyal népszerűsítette az új dalt.

## CD-kislemez
| # | Dalcím                                       | Zeneszerző                                | Producer   | Hossz |
| - | -------------------------------------------- | ----------------------------------------- | ---------- | ----- |
| 1 | This is Gonna Hurt                           | Kurt Allison, Kelly Archer, David Fanning | David Huff | 3:07  |
| 2 | What You Need from Me (featuring Vince Gill) | Jon Randall, Jessi Alexander              | David Huff | 4:03  |

## Toplista
| # | Toplista             | Csúcspozíció |
| - | -------------------- | ------------ |
|   | UK Airplay TOP200    | 103          |
|   | Music.lt Top 40 (LT) | 35           |